# 申屠氏宗祠
申屠氏宗祠又名家正堂，位于中国浙江省杭州市桐庐县江南镇荻浦村，为桐南申屠氏总祠，始建于明代，清乾隆二十年（1755）重建。建筑坐北朝南，分大门、享堂和寝殿三进，各进均为五间、硬山顶，大门外设八字墙，进深九檩，享堂与寝殿以穿廊相连，进深均为十一檩。